# 馬昆賀斯
馬高斯·高美斯·達·阿盧洛（葡萄牙語：Marcos Gomes de Araujo，1976年3月23日—），一般称作馬昆賀斯（Marquinhos），巴西职业足球运动员，现效力于日本職業足球联赛球会神戶勝利船队。